# Norveška na Pesmi Evrovizije 2012
Norveška na Pesmi Evrovizije 2012.

## Finale

### Izvajalci
| #  | Izvajalec                | Pesem                   | Avroji                                                                 |
| -- | ------------------------ | ----------------------- | ---------------------------------------------------------------------- |
| 1  | Tooji                    | "Stay"                  | Tooji (m & l), Peter Boström (m & l), Figge Boström (m & l)            |
| 2  | Reidun Sæther            | "High On Love"          | Thomas G:son (m & l), Tommy Berre (m & l), Ovidou Jacobsen (m & l)     |
| 3  | Lise Karlsnes            | "Sailors"               | Lise Karlsnes (m & l), Thomas Eriksen (m)                              |
| 4  | Plumbo                   | "Ola Nordmann"          | Lars Erik Blokkhus (m), Glenn Hauger (l)                               |
| 5  | Malin Reitan             | "Crush"                 | Beyond51 (m & l)                                                       |
| 6  | Nora Foss al-Jabri       | "Somewhere Beautiful"   | Christian Ingebrigtsen (m & l), Eivind Rølles (m & l)                  |
| 7  | The Carburetors          | "Don’t Touch The Flame" | Stian Krogh (m), Christopher Lindahl (m & l), Per Gunnar Lund-Vang (l) |
| 8  | Petter Øien & Bobby Bare | "Things Change"         | Bobby Bare (m & l)                                                     |
| 9  | Yaseen & Julie Maria     | "Sammen"                | Sigve Bull (m & l), El Axel (m & l)                                    |
| 10 | Tommy Fredvang           | "Make It Better"        | Tommy Fredvang (m & l), Hanne Sørvaag (m & l), Tommy Berre (m & l)     |

### Rezultati
| # | Izvajalec                | Pesem                 | Avtorji                                                     | Žirija | Telefonsko | Skupaj  | Uvrstitev |
| - | ------------------------ | --------------------- | ----------------------------------------------------------- | ------ | ---------- | ------- | --------- |
| 1 | Plumbo                   | "Ola Nordmann"        | Lars Erik Blokkhus (m), Glenn Hauger (l)                    | 10,000 | 51,868     | 61,868  | 4         |
| 2 | Nora Foss al-Jabri       | "Somewhere Beautiful" | Christian Ingebrigtsen (m & l), Eivind Rølles (m & l)       | 24,000 | 66,046     | 90,046  | 2         |
| 3 | Petter Øien & Bobby Bare | "Things Change"       | Bobby Bare (m & l)                                          | 8,000  | 71,685     | 79,685  | 3         |
| 4 | Tooji                    | "Stay"                | Tooji (m & l), Peter Boström (m & l), Figge Boström (m & l) | 18,000 | 137,480    | 155,480 | 1         |

### Glasovanje
| Skladba               | Žirija | Žirija | Žirija | Žirija | Telefonsko     | Telefonsko       | Telefonsko       | Telefonsko       | Telefonsko       | Telefonsko |
| Skladba               | Ørland | Larvik | Florø  | Skupaj | Južna Norveška | Vzhodna Norveška | Severna Norveška | Srednja Norveška | Zahodna Norveška | Skupaj     |
| --------------------- | ------ | ------ | ------ | ------ | -------------- | ---------------- | ---------------- | ---------------- | ---------------- | ---------- |
| "Ola Nordmann"        | 2,000  | 4,000  | 4,000  | 10,000 | 1,089          | 7,037            | 12,712           | 11,633           | 19,397           | 51,868     |
| "Somewhere Beautiful" | 8,000  | 8,000  | 8,000  | 24,000 | 1,381          | 9,776            | 12,615           | 14,581           | 27,693           | 66,046     |
| "Things Change"       | 4,000  | 2,000  | 2,000  | 8,000  | 2,452          | 11,552           | 14,907           | 19,963           | 22,811           | 71,685     |
| "Stay"                | 6,000  | 6,000  | 6,000  | 18,000 | 3,425          | 21,146           | 26,474           | 32,114           | 54,321           | 137,480    |